# Xarnuta leucotela
Xarnuta leucotela är en tvåvingeart som beskrevs av Walker 1856. Xarnuta leucotela ingår i släktet Xarnuta och familjen borrflugor. Inga underarter finns listade i Catalogue of Life.